# Eugnophomyia darlingtoni
Eugnophomyia darlingtoni är en tvåvingeart som först beskrevs av Alexander 1937.  Eugnophomyia darlingtoni ingår i släktet Eugnophomyia och familjen småharkrankar.
Artens utbredningsområde är Kuba. Inga underarter finns listade i Catalogue of Life.